# Доброслав Парага
Доброслав Парага (хорв. Dobroslav Paraga; нар. 9 грудня 1960, Загреб) — хорватський правий політик, перший голова Хорватської партії права після її відновлення 1991 року. У 1993 р. внаслідок політичного розколу у зв'язку з розбіжностями з іншим чільним діячем партії Анто Джапичем заснував Хорватську партію права 1861, яку очолює донині. Головуючи в ХПП під час війни Хорватії за незалежність, заснував Хорватські оборонні сили, ставши їхнім головнокомандувачем з 1991 по 1993 рік.